# جوشوا بارتون
كان جوشوا بارتون (28 يوليو 1792 - 30 يونيو 1823) أول وزير خارجية لولاية ميسوري. شارك في ثلاث  مبارزات مع سياسيين بارزين في ميسوري قبل أن يُقتل في إحدى المبارزات.
بارتون، الأخ الأصغر للسيناتور ديفيد بارتون ، ولد في مقاطعة جيفرسون، تينيسي. انتقل إلى سانت لويس بولاية ميسوري في عام 1809. درس القانون تحت إشراف روفوس إيستون، الذي كان الممثل الثاني لإقليم ميسوري في الكونجرس. بعد قبوله في نقابة المحامين، أسس هو وإدوارد بيتس ، أول نائب عام لميسوري، شركة محاماة. كان بارتون أول وزير خارجية، لكنه استقال ليصبح المدعي العام لمنطقة سانت لويس بولاية ميسوري. 

## مبارز
1. ↑   https://politicalgraveyard.com/bio/barton.html#435.03.11. {{استشهاد ويب}}: |url= بحاجة لعنوان (مساعدة) والوسيط |title= غير موجود أو فارغ (من ويكي بيانات) (مساعدة)

في عام 1816، خاض مبارزة مع توماس هيمبستيد، شقيق إدوارد هيمبستيد ، أول ممثل لولاية ميسوري في الكونجرس 
وكان بيتس هو الثاني له. وكان توماس هارت بينتون هو الثاني لهيمبستيد. وانتهت المبارزة دون إراقة دماء
في عام 1817، جاء في المرتبة الثانية بعد تشارلز لوكاس في مبارزتين مع بينتون. وبعد إصابته في المرة الأولى، قُتل لوكاس أثناء المبارزة الثانية. 
في عام 1823، عارض ديفيد بارتون إعادة تعيين ويليام ريكتور كمساح عام لميسوري وإلينوي وأركنساس، قائلاً إن ريكتور كان يوظف أقاربه كمساحين ويدفع مبالغ زائدة لمساحيه. أشرف ريكتور على مسح شراء لويزيانا ، بما في ذلك إنشاء نقطة بداية مسح شراء لويزيانا .  تم تعيين ويليام ريكتور سابقًا لمسح مسار موقع بوفالو تريس قبل إنشاء خط معاهدة هندية. 
وجه جوشوا بارتون الاتهامات في رسالة موقعة باسم "فيلو" إلى الصحيفة الأسبوعية سانت لويس ريكتور . اتصل شقيق ريكتور، توماس ريكتور، بالصحيفة واكتشف أن بارتون كتب الرسالة وتحداه في مبارزة. التقيا في الساعة 6 مساءً في 30 يونيو 1823، في جزيرة بلودي (حيث حدثت المبارزات السابقة). قُتل بارتون على الفور، بينما لم يُصب توماس ريكتور. توفي ريكتور في عام 1825 في قتال بالسكاكين في سانت لويس.  لم يقم الرئيس جيمس مونرو بإعادة تعيين ويليام ريكتور. 